# Château du Coin
Le château du Coing ou Coin est un château situé à Saint-Fiacre-sur-Maine, en France.

## Localisation
Le château est situé sur la commune de Saint-Fiacre-sur-Maine, dans le département de la Loire-Atlantique.

## Historique
Le château du Coing, datant du XVIIIe / XIXe siècle, se caractérise par une architecture de différentes époques, dont les communs sont de pur style italianisant de Clisson dû à l'influence de François-Frédéric Lemot et des frères Cacault. Le domaine est le témoin d'un des plus violents combats livrés dans la région entre vendéens et Républicains en 1793.
Une partie des communs du château est inscrite au titre des monuments historiques par arrêté du 16 février 2018, à savoir les façades et toitures des greniers, écuries et porcheries présentant les caractéristiques du courant clissonnais ; la tour en totalité, incluant le four à pain auquel elle est adossée, et le poulailler en totalité.